# Выборгское реальное училище
Выборгское реальное училище — среднее общеобразовательное заведение, действовавшее в 1882—1918 годах в Выборге. Здание бывшего училища, находящееся в исторической части города на углу Крепостной улицы и улицы Ладанова, включено в перечень памятников архитектуры.

## История
В первой половине XIX века в городах Выборгской губернии преобладали шведско- и немецкоязычные учебные заведения, в которых с 1812 года в число обязательных предметов входил русский язык. Но в 1860-х годах в Великом княжестве Финляндском началось введение в официальное делопроизводство финского языка. В соответствии с принятым в 1856 году новым училищным уставом, в Выборгской гимназии, как и в других учебных заведениях Финляндии, стало постепенно сокращаться преподавание русского и немецкого языков, что повлекло за собой уменьшение количества гимназистов, и в 1862 году гимназия была упразднена «в связи с незначительным числом воспитанников в ней обучавшихся». В том же году в Выборге была основана начальная русская школа, ставшая единственным русским учебным заведением в Выборге до 1880-х годов.
Среднее образование русские жители Выборга получали в учебных заведениях Санкт-Петербурга и Гельсингфорса, а также в частных немецких пансионах, таких, как школа Бема. Длительное отсутствие в Выборге полноценной средней русской школы составляло массу неудобств как для детей, так и их родителей. В 1881 году, когда и частное училище Бема-Цейдлера было закрыто, энергичный купец П. И. Шабарин организовал «Комитет по учреждению русского среднего учебного заведения в Выборге». Воспользовавшись приездом в Выборг только что назначенного генерал-губернатора Финляндии графа Ф. Л. Гейдена, представители комитета подали ему прошение о содействии в открытии русского училища. При деятельном участии директора русских училищ в Финляндии П. В. Аршаулова, председателя совещательного комитета по делам русских училищ в Финляндии А. Л. Гагемейстера и министра народного просвещения А. П. Николаи проект был одобрен императором Александром III, и 30 августа 1882 года выборгское реальное училище было торжественно открыто. В связи с раздельным обучением в него поступали только мальчики; девочки обучались в расположенной по соседству Русской женской гимназии. Из его первых сорока воспитанников 32 были православными, 5 — лютеранами и 3 — католиками. Аналогичным финским учебным заведением был финский реальный лицей.

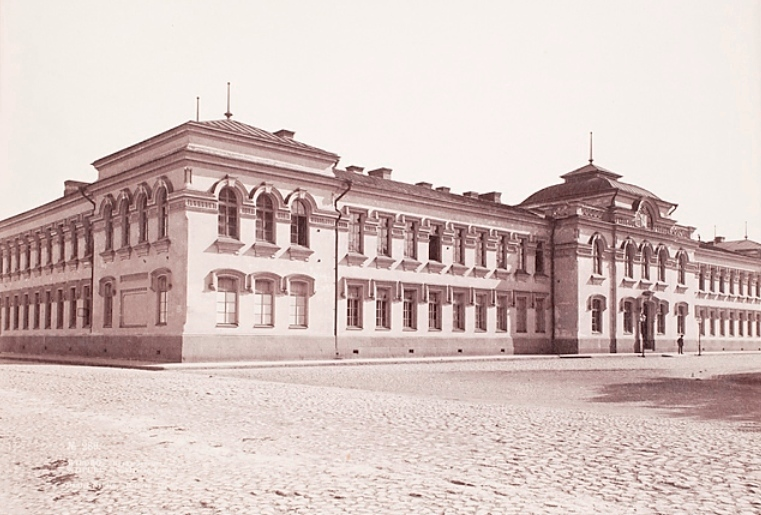
Первоначальный вид здания училища

С 25 января 1883 года высочайшим повелением императора Александра III Выборгское реальное училище в составе шести классов было причислено к училищам Министерства народного просвещения Российской империи. Временно, до строительства собственного здания, оно размещалось в доме вдовы полковника Мендта на площади Святой Анны. После того как в 1883 году в объявленном в 1882 году архитектурном конкурсе победил проект петербургского инженер-архитектора Н. А. Курвоазье (Курвуазье) под девизом «С Богом!», на пустовавшем участке за Спасо-Преображенским собором началось строительство двухэтажного эклектичного школьного здания. При строительстве использовался камень, оставшийся после сооружения Восточно-Выборгских укреплений.

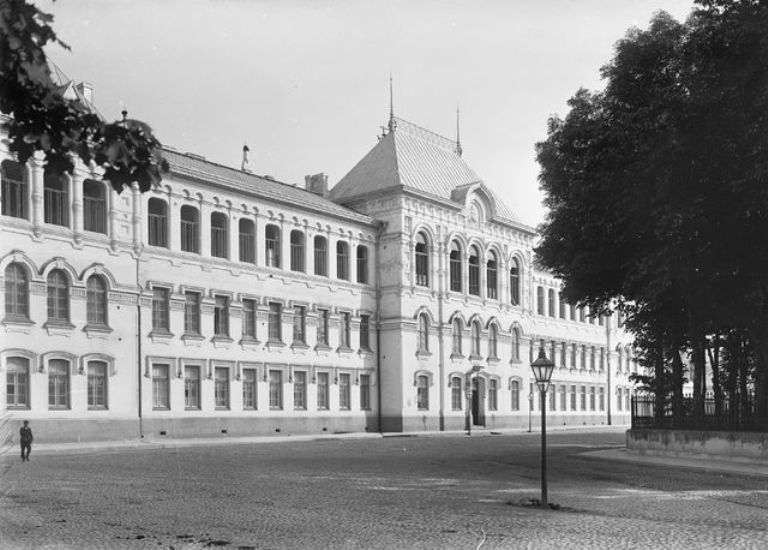
Здание училища после надстройки

Современники высоко оценили качества здания, торжественно открытого 27 октября 1884 года. В 1885 году реальное училище посетил император Александр III с супругой и цесаревичем Николаем Александровичем, о чём сообщала соответствующая памятная доска. На гигиенической выставке, состоявшейся 24 мая 1894 года в Санкт-Петербурге, здание было удостоено большой серебряной медали. В 1895 году в училище были подведены водопровод и газовое освещение (позже заменённое электрическим). С 1893 года, когда в училище был открыт VII-й дополнительный класс, оно полностью стало соответствовать установленным для реальных училищ штатам и учебной программе. Обязательным иностранным языком был немецкий; по выбору мог также изучаться французский или финский язык. В связи с ростом числа учащихся по проекту архитектора А. П. Максимова в 1906—1907 годах здание реального училища было надстроено третьим этажом в русском стиле. В новых помещениях разместились общежитие и актовый зал. Всего в здании было 56 комнат.

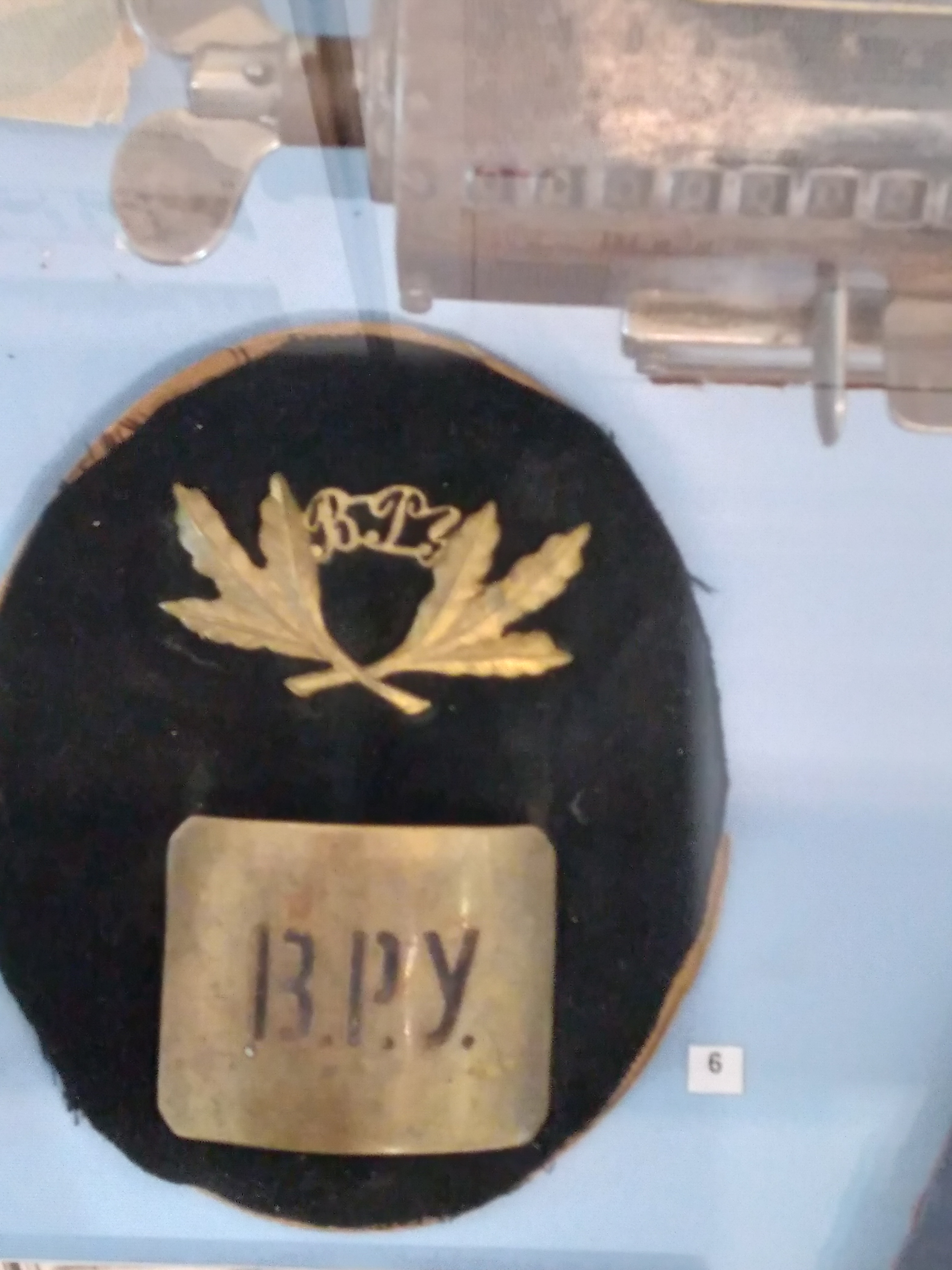
Кокарда на ученическую фуражку и пряжка от ремня Выборгского реального училища

В связи с революционными событиями и провозглашением независимости Финляндии выпуски Выборгского реального училища 1917—1918 годов были ускоренными. Работа училища прекратилась в ходе
Гражданской войны в Финляндии. Последнее заседание педагогического совета реального училища состоялось 22 (9) апреля 1918 года, а 29 апреля 1918 года в Выборг вошли белофинские войска генерала Маннергейма, развязавшие массовые убийства нефинского населения, в результате погиб ряд воспитанников училища в возрасте 12—15 лет. Позднее часть преподавателей и учащихся перешли в русский реальный лицей — совместную среднюю школу, открытую в здании бывшей русской женской гимназии). А в здании реального училища, конфискованном правительством Финляндской республики, после ремонта, проведённого в 1923 году под руководством архитектора А. Шульмана, разместился финский лицей, закрытый в 1939 году в результате советско-финской войны (1939—1940). Повреждённое в ходе военных действий здание было снова отремонтировано в послевоенные годы, лишившись при этом высокой кровли среднего ризалита, такого же завершения боковых выступов симметричного фасада и некоторых элементов декора, что отрицательно сказалось на зрительном восприятии постройки.
Бывшее здание реального училища продолжает использоваться под образовательные нужды: в 1950-х годах здесь размещалось открытое в 1945 году Специальное мужское ремесленное училище металлистов № 26, в 1955—1963 годах — Выборгское техническое училище № 3, в 1963—1970 годах — Выборгское городское профессионально-техническое училище № 3, 1970—1984 годах — Среднее городское профессионально-техническое училище № 3, в 1984—1989 годах — Среднее профессионально-техническое училище № 203, в 1989—1993 годах — Профессиональное техническое училище № 203, в 1993—1999 годах — Ленинградский областной профессиональный лицей «Александровский», в 1999—2006 годах — Профессиональный лицей № 3 «Александровский», а с 2006 года — Выборгский политехнический колледж «Александровский».

## Известные выпускники
Училище окончил выдающийся русский советский архитектор А. Д. Крячков (1896). 
В 2007 году на здании колледжа установлена памятная доска с надписью: «Твой подвиг бесценен, имя бессмертно. Здесь учился Герой России капитан Александр Владимирович Кирьянов». 
Одним из лучших учеников учебного заведения послевоенного времени стал Герой Социалистического Труда В. Н. Черняев.